# Morszniowo (rejon rylski)
Morszniowo (ros. Моршнёво) – wieś (ros. деревня, trb. dieriewnia) w zachodniej Rosji, w sielsowiecie niekrasowskim rejonu rylskiego w obwodzie kurskim.

## Geografia
Miejscowość położona jest nad rzeką Sejm, 4 km od centrum administracyjnego sielsowietu niekrasowskiego (Niekrasowo), 13 km od centrum administracyjnego rejonu (Rylsk), 103 km od Kurska.

## Demografia
W 2010 r. miejscowość zamieszkiwały 2 osoby.